# Заманкульское сельское поселение
Заманкульское се́льское поселе́ние — муниципальное образование в Правобережном районе Северной Осетии Российской Федерации.
Административный центр — село Заманкул.

## История
Статус и границы сельского поселения установлены Законом Республики Северная Осетия-Алания от 5 марта 2005 года № 17-рз «Об установлении границ муниципального образования Правобережный район, наделении его статусом муниципального района, образовании в его составе муниципальных образований - городского и сельских поселений и установлении их границ».

## Население
| 2002  | 2010  | 2011  | 2012  | 2013  | 2014  | 2015  |
| ----- | ----- | ----- | ----- | ----- | ----- | ----- |
| 1892  | ↘1793 | ↘1790 | ↘1786 | ↘1780 | ↘1755 | ↗1758 |
| 2016  | 2017  | 2018  | 2019  | 2020  | 2021  | 2023  |
| ↘1754 | ↘1749 | ↘1738 | ↘1731 | ↗1743 | ↘1725 | ↘1724 |
| 2024  | 2025  |       |       |       |       |       |
| ↘1713 | ↘1705 |       |       |       |       |       |

## Состав сельского поселения
| № | Населённый пункт | Тип населённого пункта       | Население |
| - | ---------------- | ---------------------------- | --------- |
| 1 | Заманкул         | село, административный центр | ↘1705     |